# Walter Blattmann
Walter Blattmann (Zürich, 10 juni 1910 – aldaar, 1 oktober 1965) was een Zwitsers wielrenner en veldrijder. 

## Belangrijkste overwinningen
1933
- Kampioenschap van Zürich
- Zwitsers kampioen veldrijden, Elite

1934
- Ronde van Noordwest-Zwitserland
- Tour du Lac Léman

## Resultaten in voornaamste wedstrijden
| Jaar | Ronde van Italië | Ronde van Frankrijk | Ronde van Spanje |
| ---- | ---------------- | ------------------- | ---------------- |
| 1933 |                  | 30e                 |                  |
| 1934 |                  |                     |                  |
| 1935 |                  |                     | 9e               |